# Миро Билан
Миро Билан (Шибеник, 21. јул 1989) је хрватски кошаркаш. Игра на позицији центра.

## Биографија
Поникао је у млађим категоријама Шибеника, а за њихов сениорски тим дебитовао је у сезони 2005/06. У новембру 2009. прешао је у грчки друголигашки клуб Олимпијас Патра, а сезону 2010/11. провео је у екипи Задра.
У августу 2011. потписао је за загребачку Цедевиту у којој је провео наредних шест сезона. Са Цедевитом је освојио девет домаћих трофеја - четири првенства и пет купова. У сезони 2015/16. био је и најкориснији играч Јадранске лиге (бележио је 20,81 индексних поена по мечу).
Након Цедевите, по годину дана је провео у француским прволигашима Стразбуру и Асвелу. Са екипом Асвела је у сезони 2018/19. освојио француску Про А лигу и национални Куп. Пружао је и одличне партије у Еврокупу где је уврштен у другу идеалну поставу. Од 2019. до 2021. је наступао за италијанског прволигаша Динамо Сасари.

## Успеси

### Клупски
- Цедевита:
  - Првенство Хрватске (4): 2013/14, 2014/15, 2015/16, 2016/17.
  - Куп Хрватске (5): 2012, 2014, 2015, 2016, 2017.

- Асвел:
  - Првенство Француске (1): 2018/19.
  - Куп Француске (1): 2019.

- Динамо Сасари:
  - Суперкуп Италије (1): 2019.

### Појединачни
- Идеални тим Еврокупа — друга постава (1): 2018/19.
- Најкориснији играч Јадранске лиге (1): 2015/16.
- Идеална стартна петорка Јадранске лиге (2): 2015/16, 2016/17.